# Breath of Fire III
Vous lisez un « bon article » labellisé en 2007.
Breath of Fire III (ブレスオブファイアⅢ, Buresu obu Faia Surī) est un jeu vidéo de rôle développé et édité par Capcom sur PlayStation. Originellement commercialisé au Japon en 1997, le jeu sorti en Amérique du Nord et en Europe en 1998. C'est le troisième opus de la série Breath of Fire, et le premier à présenter des environnements et des éléments en trois dimensions, ainsi que plusieurs nouveaux éléments de gameplay, comme un système de combat plus complet, la capacité d'apprendre les compétences d'ennemis, et l'interaction avec l'environnement. En 2005, Breath of Fire III est porté sur PlayStation Portable au Japon, puis en 2006 en Europe, mais uniquement en anglais.
Le jeu se déroule dans un monde imaginaire en compagnie de Ryu, un jeune garçon doté de l'étrange capacité de se transformer en dragon, qui doit découvrir la vérité sur ses origines et retrouver ses amis disparus, Rei et Teepo. Le scénario se présente en deux parties : une première concernant l'enfance de Ryu et une seconde son adolescence. Il est accompagné de nombreux alliés qui l'aideront durant le voyage qui les mènera à travers le monde pour finalement affronter une déesse machiavélique. Bien qu'il ait connu un succès modeste, le jeu a été décrit comme étant « un classique » de la PlayStation, avec une bande originale unique inspirée du jazz.

## Scénario
Breath of Fire III prend place dans un monde imaginaire ressemblant à l'Europe Médiévale, avec quelques excentricités dans le contexte, telle que la présence de technologies avancées. Peuplé d'humains et d'animaux anthropomorphiques, le monde connaît de nombreux progrès scientifiques grâce à la découverte du Chrys, un minerai rare aux propriétés magiques trouvé sur les restes fossilisés de dragons. Cependant, les formes supérieures de technologie, telles que les robots et autres machines complexes, sont pour la plupart retrouvées hors service, rejetées par la mer sur diverses plages du monde pour une raison inconnue. Une grande partie de l'intrigue du jeu implique de trouver la vérité sur ces curieuses technologies et d'éclaircir le mystère de la disparition des dragons jadis.

### Personnages
Les personnages principaux de Breath of Fire III sont Ryu et ses compagnons, un groupe d'aventuriers aux personnalités distinctes et aux compétences propres, qui aideront le scénario à aller de l'avant. L'histoire de Ryu est scindée en deux parties – enfance puis adolescence du héros – et mène le joueur à travers sa quête d'identité et la recherche de ses amis disparus. En tant que membre de l'ancienne race des dragons, il est doté de l'étrange pouvoir de se transformer d'homme en dragon et vice versa. Sa race a été anéantie il y a plusieurs siècles par les hommes et son pouvoir reste un mystère à ses yeux. Il est accompagné dans sa quête de plusieurs personnages jouables, notamment Nina, une princesse ailée venant du Royaume de Vaure et puissante magicienne ; Rei, un membre de la tribu des hommes-tigres et voleur hors pair ; Teepo, un voyou orphelin et amnésique, ami de longue date de Rei ; Momo, la fille d'un inventeur renommé, portant un bazooka télescopique ; Garr, un guerrier expérimenté qui a participé à la guerre entre les hommes et les dragons ; et Peco, un mutant né de l'exposition d'un oignon et du Chrys, peu bavard et proche de la nature. Au début du jeu, seul Ryu est jouable, mais les autres personnages le rejoigne par la suite.
Cette distribution est complétée par plusieurs personnages, dont Balio et Sunder, frères et hommes-chevaux, qui louent leurs services de mercenaire auprès d'un puissant seigneur, notamment en poursuivant Ryu et son groupe. Ce seigneur, Mikba, est à la tête d'une organisation criminelle et a la capacité naturelle de se transformer en démon. Deis, apparu dans Breath of Fire et Breath of Fire II sous le nom de Bleu, fait son retour en tant que puissante sorcière qui connaît les secrets du passé. Myria, la Déesse antique de la Destruction des deux précédents épisodes, sert à nouveau d'antagoniste principal, motivée par la préservation de l'humanité.
Chaque personnage de Breath of Fire III a été dessiné par Tatsuya Yoshikawa, avec l'assistance de l'équipe artistique de chez Capcom qui avait contribué à la naissance des personnages de Breath of Fire et Breath of Fire II. Bien que leur apparence finale fut présentée sur les affiches promotionnelles du jeu, de nombreux personnages en jeu sont basés sur des dessins d'étude non achevés et contiennent des éléments qui n'apparaissent pas sur les dessins officiels du jeu, tel que Nina, Rei, Teepo et Ryu. Plusieurs personnages de Breath of Fire III feront également apparition dans d'autres jeux de Capcom, incluant son successeur Breath of Fire IV ou encore Pocket Fighter, où ils décorent les fonds d'écran.

### Synopsis
Le jeu commence dans une mine de Chrys, dans un coin éloigné du monde, où le rare et puissant minerai est récolté sur les restes fossilisés de dragons. L'un d'entre eux, un bébé dragon, est découvert enfermé dans un gisement. Les mineurs décident de le faire exploser à la dynamite, pour récolter le Chrys et le revendre. À la suite de l'explosion, il se fissure puis s'ouvre, et à la surprise générale, le dragon se réveille. Affaibli par des siècles d'hibernation, il ne peut se défendre et les mineurs l'étourdissent, avant de l'enfermer dans une cage et de le placer à bord d'un train. Sur le chemin, le dragon bascule sa cage hors du train et tombe vers le bas d'une colline, à la périphérie d'une grande forêt, où il se transforme en un jeune garçon avant de perdre à nouveau conscience. Il est trouvé par un voleur errant nommé Rei, membre du clan des hommes-tigres, et suivis d'un orphelin qui pense qu'ils ont juste affaire à un autre enfant abandonné.
En l'invitant dans sa maison au milieu des bois, ils rencontrent Teepo, l'ami de longue date et complice de Rei ; les deux voleurs consentent à laisser le garçon participer à leurs escroqueries. Fait curieux, Teepo prononce le nom de Ryu avant ce dernier, sans savoir d'où lui vient cette connaissance. L'équipe commet plusieurs délits, et entre en faveur avec le village local en pillant leur maire corrompu, Dubois (McNeil en anglais), et en redistribuant les fonds à travers la ville. Secrètement membre d'un grand syndicat du crime, et pour combler sa soif de vengeance, le maire rentre en contact avec deux mercenaires, les frères hommes-chevaux Balio et Sunder, qu'il paye pour attaquer violemment le trio et incendier leur maison. Se réveillant un peu plus tard, Ryu se retrouve à la charge d'un bûcheron nommé Bunyan, qui n'a trouvé aucune trace de ses amis. Estimant qu'ils sont encore vivants, Ryu se rend jusqu'à la ville de Vaure où il rencontre Nina, fille du roi, qui l'aide à s'échapper des griffes de Balio et Sunder, qui sont maintenant à leur poursuite.
Ryu et Nina finissent par trouver une grande tour et y rencontrent l'inventrice Momo au cours de ses études sur les propriétés du Chrys. Accompagné de son assistant robot Mausi, le trio s'échappe de la tour avec une fusée lorsqu'un groupe de chasseurs de primes arrive à leur trousse. Momo les guide jusqu'à un complexe de recherche sur le Chrys où ont lieu des expérimentations sur des plantes. Ils sont accostés par le président de l'institut, et collègue du père de Momo, le Dr. Palet (Platt en anglais), qui leur apprend qu'une créature mutante cause des problèmes dans la décharge où leurs déchets biologiques sont stockés. Après avoir vaincu la créature, celle-ci abandonne sa progéniture, que Nina nomme Peco, avant d'être soigné et d'être invité à rejoindre le groupe. Alors que les quatre continuent leur voyage, ils sont capturés par Balio et Sunder et emmenés dans un colisée tout proche. C'est ici que l'équipe rencontre Garr, un vieux guerrier qui les épaule pour triompher des frères chevaux.
Garr accepte d'aider le groupe à retrouver les amis de Ryu, à condition qu'il l'accompagne jusqu'à un temple sacré loin vers l'est. Après avoir traversé un large pont et voyagé à l'intérieur d'un volcan, le groupe arrive au temple, dans lequel Garr et Ryu pénètrent ensemble. C'est là que Garr révèle le véritable sort des dragons, massacrés par centaines par lui et ses compagnons à l'instigation de Myria, une ancienne déesse qui leur a promis une ère de paix en échange de leurs services. Étant le dernier des dragons, Garr tente alors d'assassiner Ryu, mais celui-ci se métamorphose en sa plus puissante transformation et s'échappe.
L'histoire s'interrompt et reprend plusieurs années après. Des alertes à propos d'un dragon déchaîné ont mené Garr jusqu'à la mine du début de l'histoire, où il retrouve dans ses profondeurs Ryu en pleine adolescence. Convaincu qu'il ne lui fera rien, Garr préfère s'excuser pour ses actions passées contre son peuple il y a des siècles, et lui demande de l'aider à découvrir la vérité sur les raisons du génocide des dragons orchestré par Myria. Les deux personnages sont rejoints par Nina, maintenant jeune adulte, et Momo, qui a réalisé des expériences sur les plantes de l'institut avec Peco, qui lui-même a rendu fréquemment visite au grand arbre Yggdrasil, le gardien des forêts du monde. Ils continuent leur voyage après l'obtention d'informations sur Myria de la part de la puissante sorcière Deis. L'équipe retrouve Rei vivant, combattant maintenant contre l'organisation criminelle responsable des attaques contre ses amis, qui se joint à leur groupe, apprenant qu'ils n'ont pas vu Teepo depuis l'incident eux-aussi. Traversant l'océan jusqu'au vieux continent nordique, le groupe y découvre une ville jonchée de technologies avancées oubliées, puis visite le dernier village connu des dragons, Dragnier, où ils apprennent l'existence d'une bataille entre les héros du premier Breath of Fire et la déesse Myria il y a des siècles, et comment elle est retournée chercher sa revanche contre les dragons. Puis ils parcourent un large désert et arrivent à la cité en ruine de Caer Xhan, un ancien havre de technologie, présentant un ascenseur menant à la forteresse de Myria.
En montant par le grand escalator jusqu'à la demeure flottante de Myria, le groupe pénètre dans le sanctuaire intérieur de l'édifice, où ils rencontrent un jeune homme aux cheveux lavande qui se révèle être Teepo. Il leur raconte qu'il survécut à l'attaque de Balio et Sunder grâce à des pouvoirs de dragon enfouis au plus profond de lui-même, et qu'il fut contacté par la Déesse, qui le persuada de vivre en solitude dans sa forteresse pour épargner le monde de ses pouvoirs destructeurs. N'arrivant pas à convaincre Ryu et ses amis avec son histoire, il se transforme en un gigantesque Seigneur Dragon et les attaque, mais seulement pour être vaincu, ses derniers mots révélant qu'il cherchait juste une famille auprès de Rei et Ryu. La détermination du groupe les mène alors jusqu'à la Déesse Myria, au centre de contrôle de la forteresse, où elle leur avoue avoir exterminé les dragons jadis pour les mêmes raisons qu'elle détruit les plus grandes technologies encore aujourd'hui : empêcher l'humanité de se détruire elle-même par inadvertance. Elle offre à Ryu, tel qu'elle l'avait fait pour Teepo, le choix entre vivre paisiblement au sein de sa demeure pour le reste de la vie, ou mourir. L'esprit du grand arbre Yggdrasil rentre alors en communion avec Peco et dit à Myria que sa folie est allée trop loin, et que telle une mère, elle se doit de laisser ses enfants faire leur propre chemin. Il s'ensuit l'attaque de Ryu et ses amis, qui la tue, avant de fuir la forteresse s'effondrant autour d'eux. Garr décide de rester pour expier ses erreurs passées, et Deis, désormais connue en tant que sœur de Myria, apparaît au milieu des murs tombant pour leur dire qu'ils quitteront le monde dans les mains de l'humanité. Ryu et son groupe s'en retournent parmi les décombres en direction du désert pour le nouveau voyage qui les ramènera chez eux.

## Système de jeu

### Généralités
| 1 : Se déplacer 3 : Pause 5 : Ouvrir menu 7 : Courir 9a : Fuir combat |  | 2 : rien 4 : Sélectionner, discuter 6 : Retour arrière, utiliser arme 8a : Changer chef 8b / 9b : Naviguer menu |

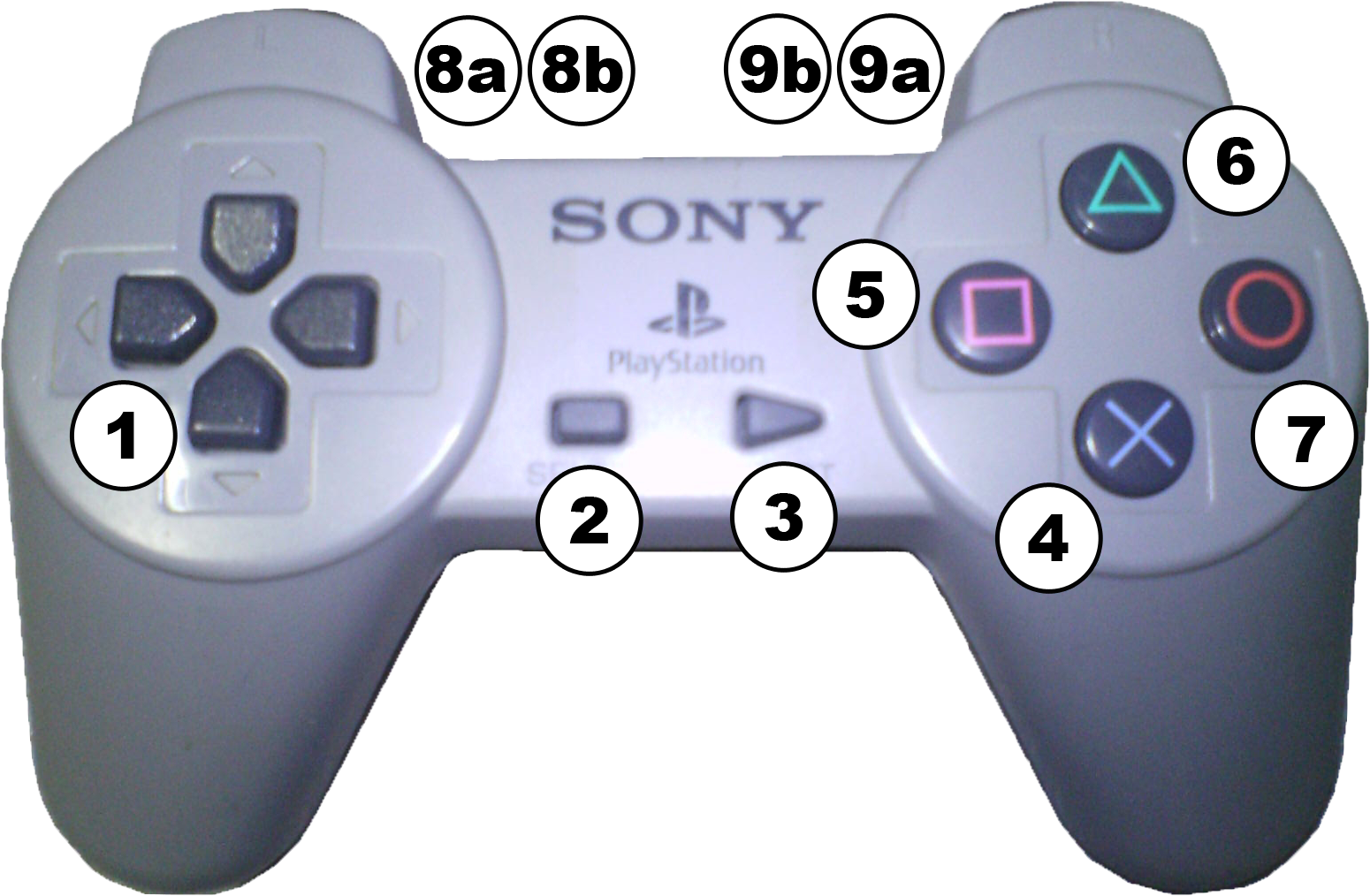
Voici les différentes fonctions liées aux boutons :

Breath of Fire III est un jeu vidéo de rôle traditionnel qui requiert que le joueur accomplisse des objectifs autour d'un scénario principal tout en luttant contre des créatures ennemies dans un certain nombre d'environnements imaginaires. L'environnement de jeu est représenté d'un point de vue aérien et en perspective isométrique ; le joueur peut tourner la caméra de jeu autour du personnage principal et l'incliner vers le haut ou vers le bas pour voir plus ou moins d'objets imminents. Le jeu, assez linéaire, propose au joueur de déplacer ses personnages sur une carte du monde, où en fonction des avancées scénaristiques, il aura accès à différentes zones. Quand les personnages arrivent dans une ville, ils n'y sont généralement pas par hasard. Une fois les objectifs remplis, l'équipe peut alors se rendre dans la ville ou la zone suivante, avec de nouvelles aventures, boutiques, personnages… à la clé. En plus de la progression linéaire permettant d'avancer dans l'histoire du jeu, le joueur peut s'arrêter dans des zones de combats aléatoires afin d'entraîner son équipe, de gagner de l'argent, des objets… Pendant le voyage à travers les environnements du jeu, chaque personnage peut exécuter une capacité spéciale et unique qui permet au joueur de résoudre des casse-têtes ou de détruire des obstacles, ainsi que gagner l'accès à des zones cachées. Grande innovation dans la série Breath of Fire, le jeu utilise des graphismes en trois dimensions pour les paysages, les bâtiments et autres objets, tout en conservant des sprites en deux dimensions pour les personnages.
Le jeu introduit un certain nombre de nouvelles fonctionnalités dans la série, tel que le Système de Maître, qui permet à chaque personnage de devenir apprenti de personnages non-joueur appelés maîtres, pour bénéficier de l'apprentissage de nouvelles compétences et de l'augmentation de leurs caractéristiques. Une autre fonctionnalité, le Village des Fées, donne au joueur la capacité d'influencer sur la croissance d'une petite ville peuplée de fées, qui à leur tour récompensent le joueur en lui offrant l'accès à des objets spéciaux ou à des mini-jeux. En voyageant sur la carte du monde, le joueur peut établir des campements afin de restaurer la santé des personnages, les faire discuter entre eux et sauvegarder. Autre particularité de Breath of Fire III, le retour de la pêche, améliorée avec une interface plus complète qui, entre autres, conserve les informations sur les poissons pêchés.

### Système de combat
Les combats dans Breath of Fire III se produisent aléatoirement lorsque le joueur traverse des zones hostiles ou des donjons au cours de l'histoire. Utilisant le système classique du tour par tour, le jeu laisse le joueur décider de ses actions au début de chaque tour de combat, qui sont alors effectuées dans un ordre en concordance avec le score d'agilité de chaque personnage. Le joueur peut choisir d'attaquer, de défendre, de lancer des sorts de magie, d'utiliser des objets, ou de fuir entièrement le combat. Alors que les précédents Breath of Fire autorisaient des groupes de quatre personnages pour combattre, Breath of Fire III les limite à trois, mais offre en contrepartie un nouveau système de formation qui permet aux personnages d'être placés selon différents schémas tactiques, avantageant plus ou moins le groupe selon la nature du combat et des adversaires. Les combats sont remportés lorsque tous les ennemis sont vaincus, offrant des récompenses et des points d'expérience dont l'accumulation est nécessaire aux personnages pour franchir des niveaux, qui eux-mêmes apportent une hausse des caractéristiques – vie, magie, force, défense, action et intelligence – et de nouvelles compétences.
Dans Breath of Fire III apparaît l'apprentissage des techniques ennemis, consistant en des sorts et coups spéciaux pouvant être appris par chaque personnage au moyen de l'examen de l'adversaire durant un combat. Si celui-ci utilise une compétence particulière alors qu'un personnage est en train de l'examiner, il existe une chance que ce pouvoir soit ajouté à la liste des compétences du personnage. Ce troisième épisode est également le premier de la série où les combats ont lieu directement dans l'environnement où se situent les personnages, à la différence des Breath of Fire précédents et de jeux de rôle tels que les Final Fantasy, dans lesquels sont créés des zones de combat parallèles à l'environnement. Si un combat débute durant une phase d'exploration au milieu d'un bois, les monstres apparaissent, les personnages restent sur place, dégainent, et le combat a lieu dans le bois. Autre nouveauté, liée au scénario, des objets spéciaux appelés Gènes de Dragon peuvent être trouvés partout à travers le jeu, et donnent à Ryu la capacité de se transformer en dragon. Il existe dix-huit gènes différents, et à chaque combinaison de un à trois gènes correspond une transformation unique de dragon, signifiant des centaines de résultats possibles. Chaque dragon dispose de sa propre apparence et de ses propres aptitudes.

## Développement

### Sur PlayStation

Écran titre de la version PlayStation.

Breath of Fire III a été développé par le Studio de Production no 3 de Capcom en 1997, et est le premier jeu de la série à présenter des environnements en trois dimensions avec des personnages traditionnels dessinés à la main. Le scénariste et directeur de la série, Makoto Ikehara, garda sa place à la tête du projet, et fut rejoint par de toutes nouvelles équipes pour s'occuper des graphismes et du son, et permettre d'élargir l'histoire de la franchise Breath of Fire. Le projet a traversé une longue phase de développement avec de nombreux retards, en raison principalement de plusieurs modifications dans le scénario et les graphismes en milieu de développement. Le concepteur des personnages, Tatsuya Yoshikawa, a réalisé de nombreux dessins préliminaires pour chaque personnage, et a mis la dernière main à son travail alors que de nombreux sprites et portraits de personnages étaient déjà terminés. Ainsi, quelques personnages en jeu n'ont pas la même apparence que sur les affiches promotionnelles officielles du jeu, telles que la coiffure et l'armure de Ryu.
La version anglaise est arrivée en Amérique du Nord le 30 avril 1998. En raison des limitations de caractères lors de la traduction, les noms de personnages, compétences, objets, monstres… ont été limités à un maximum de lettres, causant, entre autres, le raccourcissement des noms Garland et Pecoros en Garr et Peco.

Écran titre de la version PSP. La résolution plus grande, la deuxième version du logo et l'année 2005 dans les droits du jeu sont significatives de cette version.

Breath of Fire III est sorti plus tard en Europe, le 8 octobre 1998, dans de multiples langues. La régionalisation française comportait de nombreuses fautes de traduction, dont l'une d'entre elles rendait plus complexe pour les joueurs la tâche de sortir d'un désert labyrinthique.

### Portage sur PSP
Le 25 août 2005, Breath of Fire III fut porté sur PlayStation Portable au Japon. Cette version, très similaire à l'originale, contient un nouveau logo, ainsi que des graphismes affinés pour exploiter la résolution d'écran de la console. De plus, le mini-jeu de pêche du jeu d'origine est accessible depuis l'écran titre comme un jeu bonus, et peut-être envoyé à un second joueur grâce à la fonctionnalité de partage de jeu de la console. La version japonaise était fournie avec un guide de pêche entièrement en couleur et contenant de nouveaux dessins de Tatsuya Yoshikawa. Une version limitée et seulement en anglais est sortie dans certaines régions d'Europe le 10 février 2006, utilisant la traduction originale. Aucune version n'est sortie aux États-Unis à cause du refus de Sony Computer Entertainment America.

## Bande sonore
La bande sonore officielle de Breath Fire III a été composée par Akari Kaida et Yoshino Aoki, qui avait déjà travaillé sur la musique de Mega Man X3. Prenant leur inspiration dans le jazz et le lounge, Kaida et Aoki se sont servis de sons synthétisés, à partir de piano, xylophone, batterie et guitare électrique. De nombreuses publications ont trouvé la musique originale, différente des thèmes habituels de jeux de rôle. Mais l'avis général fut plutôt mitigé, et le magazine GamePro estime que cette musique « semble plus appropriée à une publicité télévisuelle qu'à un jeu de rôle de fantasy ».
Le 19 septembre 1997, une sélection de morceaux du jeu est commercialisée exclusivement au Japon, sous le nom de Breath of Fire III Original Soundtrack, par First Smile Entertainment. Accompagnée des bandes sonores de tous les épisodes de la série Breath of Fire, la bande sonore du jeu fut de nouveau commercialisée, cette fois-ci dans son intégralité, dans un coffret de onze disques, Breath of Fire Original Soundtrack Special Box, sorti en mars 2006.
| Total (70 min 32 s) 1. Opening 2. Prologue 3. These Little Things 4. Casually (Overworld Theme) 5. Fight! 6. Country Living 7. Even the Sun's Happy 8. Take it and Run 9. Huh? 10. Eden 11. My Favorite Trick 12. Island 13. Flight 14. The Champion 15. Fighting Man 16. Life's a Beach 17. Never-Ending Game 18. Donden 19. Guild 20. Steam Locomotion 21. Atomic Power 22. For the Dragons (Main Theme) 23. Questionable Century 24. Castle in the Sky 25. Everyday Battle (SE Collection) 26. Ending 27. Flight (Arranged Version) 28. Never-Ending Game (Kotomonashi Real Jazz Style) 29. Sigh of the Fairy (Acid Jazz Style) 30. Fighting Man (Arranged Version) 31. Pure Again |

## Accueil

### Ventes
Breath of Fire III s'est assez bien vendu, puisqu'un an après sa sortie au Japon, les ventes du jeu y sont chiffrées à plus de 600 000 exemplaires, et depuis sa sortie en 1998, la version PlayStation s'est vendue à 230 800 exemplaires aux États-Unis. Les ventes de la version PlayStation Portable sont quant à elles moins importantes.

### Critiques de la presse
Sur Jeuxvideo.com, l'avis du testeur de l'époque est en profond décalage avec celui des joueurs, ces derniers relevant des incohérences avec le jeu, ce qui laisse supposer que ce dernier n'a que très peu joué au jeu, voire pas du tout. Le testeur présente aussi des arguments subjectifs très douteux, reprochant par exemple au jeu d'être "trop japonais".
Le test du même site concernant la version PSP quant à lui juge presque exclusivement la qualité du portage, regrettant le manque de nouveautés et le choix de supprimer la localisation française, le jeu étant alors en anglais, plutôt que de procéder à une nouvelle traduction.
Le magazine Consoles+ de l'époque est beaucoup plus élogieux. Les testeurs saluent l'originalité et la richesse du jeu, tant dans le scénario que dans le gameplay (notamment le système de combats et d'apprentissage des compétences), contrebalançant des combats trop fréquents et des graphismes peu ambitieux par rapport à ce qui se faisait à l'époque.

### Médias externes
- [image] Dessin officiel montrant les personnages du jeu..(lien mort)
- [vidéo] Présentation de la carte du monde et de quelques combats sur une colline.